# ژان-شارل
ژان-شارل (به فرانسوی: Jean Louis Marcel Charles) نویسنده قرن بیستم میلادی اهل فرانسه بود.